# (523724) 2014 MA70
(523724) 2014 MA70 est un objet transneptunien que Johnston considérait en résonance 4:7 avec Neptune, mais il s'est ravisé et le considère maintenant comme cubewano, d'un diamètre estimé à environ 270 km, ce qui pourrait le qualifier comme candidat au statut de planète naine.